# Japán etikett
Japán egyik jellegzetes és közismert ténye, hogy egyrészről az egyik legmodernebb ország, másrészről meg rendkívül hagyománytisztelő. Ennek fontos része a viselkedéskultúra, amely alapjaiban határozza meg a hierarchikus japán társadalmi rendszert. Már kisgyermekkorban tanítják, hogy kivel szemben mit illik és mit nem, így az emberekben felnőttkorra már ösztönszerűen vannak meg ezek a dolgok.

## Üdvözlés és meghajlás
Japánban a bemutatkozásnak, egymás üdvözlésének nagy odafigyelést szentelnek. Az energikus bemutatkozás jó képet fest az illetőről, míg egy unott olyan hatással van, mint nyugaton egy ernyedt kézfogás.
Nem japán sajátosság, hogy attól függően, milyen napszak van, más-más üdvözléssel köszöntjük azokat az embereket, akikkel először találkozunk azon a napon. Itt csupán nagyobb hangsúlyt fektetnek erre a gesztusra. Ha a másik féllel először találkozunk, akkor a hadzsimemaste kifejezéssel illik köszönteni, amely annyit tesz, 'örülök a találkozásnak'. Egy helységbe való belépéskor az odzsama simasz használatos, távozáskor pedig az odzsama simasta'. A napszaktól függő köszöntések pedig az ohajógozaimasz ('jó reggelt', délelőtt 11 óráig), konicsiva ('jó napot', késő délutánig) és a konbanva (jó estét).
A nyugaton megszokott kézfogás helyett Japánban üdvözlésnél meghajolnak. Ennek a gesztusnak komplex szabályrendszere van, melyet nagyon komolyan is vesznek, és már egészen kisgyerekkorban megtanítják, hogy mikor melyik is használatos.
Minden meghajlás derékból, egyenes háttal történik. Ezen felül befolyásoló tényező a nem és a rang. A férfiak a kezüket maguk mellett tartják, befelé néző tenyérrel, a nők pedig a combjuk előtt, úgy hogy az ujjaik összeérnek. A meghajlás szöge is meghatározott. Minél nagyobb a dőlésszög, annál nagyobb tiszteletet mutat, így egy rangban vagy korban magasabban levő személy előtt illik mélyebben meghajolni. Dőlésszög alapján három különböző meghajlást különböztetünk meg:
- esaku, a legközvetlenebb meghajlás, ismerősök között. Egy enyhe, tizenöt fokos hajlás, vagy csak egy biccentés a fejjel.
- keirei, a hivatalos meghajlás, nagyjából egy harminc fokos előredőlés.
- szai-keirei, vagyis a legtiszteletteljesebb. Negyvenöt fokos, rangban vagy korban fölöttünk álló személyekkel szemben.
- ezeken kívül ismeretes még az ún. dogeza, mely annyit jelent, hogy az illető letérdel a földre, homlokát a földhöz érinti, és a két kezét maga mellett vagy előtt tartja (ez úgyszintén nemtől függ). Régen ezt tartották a legudvariasabbnak, ám mára már inkább megalázkodásnak tartják. Épp ezért csak nagyon őszinte bocsánatkérésnél, és köszönetnyilvánításnál használják.

Fontos szempont még, hogy az illető mennyi ideig marad ebben a testtartásban. Itt is, a hosszabban kitartott meghajlás nagyobb tiszteletet sugall. Alapvetően két-három másodpercig tartják ki. Ha a másik fél viszont tovább marad lent, illik ismét meghajolni.
A meghajlás viszonzásának elmulasztása komoly sértésnek számít.

## Beszéd
A magyarhoz hasonlóan a japán nyelvnek is megvan az a sajátossága, hogy a korban vagy rangban felettünk álló személyhez egy másik nyelvi rendszer használatával szólunk, így mutatva tiszteletet. Japánban ez a keigó (敬語). Ezenfelül a szigetországban a beszédnek három udvariassági fokozata van:
- amelyet barátok, és közeli ismerősöknél használunk
- egy általános, bárkinél használható, aki rangban, korban velünk egy szinten van
- illetve az udvarias, melyet felettünk álló személlyel való kommunikációnál kell használni, ez a keigó.

Mivel a japán nyelv erősen szabályozott ilyen téren, így a keigót is tovább lehet osztani alázatos és tisztelettudó beszédre. Ha a felettünk álló személyhez nem a legudvariasabb nyelvhasználattal szólunk, az elég erős sértésnek számít.

## Vendégség
Japánban nem annyira gyakori, mint az európai országokban, hogy az emberek vendégségbe járjanak, mivel sokan nem találják magát az egymáshoz vendégségbe menést szórakoztató cselekvésnek. Jobb szeretnek kávézókban, éttermekben lebonyolítani a találkákat. Ha mégis sor kerül rá, hogy valaki a saját otthonába invitálja meg a másikat, van pár dolog, amire oda kell figyelni.
Az egyik ilyen dolog, a cipő levétele belépés után. A tradicionális japán előszobát genkannak (玄関) hívják, és jellegzetessége, hogy az ajtónál a padló alacsonyabban van, mint magában a házban. A vendégségbe érkezők ezen, a mélyített a részen veszik le az utcai cipőjüket (melyet aztán orral az ajtó felé fordítanak, hogy távozásnál praktikusabban bele lehessen lépni), hogy ne vigyenek be semmilyen koszt a fogadó fél otthonába, majd átvesznek egy kifejezetten beltérre való cipőt, az uvabakit (上履き). Ha szorosabb viszonyban áll egymással a vendég és a házigazda, akár zokniban is beléphet a látogató a házba. Van, ahol a fürdőszoba használatánál is külön lábbelibe kell belebújni.
Amennyiben tradicionális japán házban járunk, amely tatamival és tolóajtóval van felszerelve, az uvabakit is le kell venni, mielőtt bármilyen gyékényszőnyegre lépünk. Asztalnál ülésnél egy európainak kényelmetlen lehet a sarkon ülés, ezért a férfiak ülhetnek törökülésben, a nők, meg oldalülésben.

## Étkezés
Japánban minden étkezés előtt elhangzik az, hogy itadakimasz (いただきます), ami szó szerint lefordítva azt jelenti, hogy 'alázatosan elfogadom'. Így adnak hálát  az asztalon lévő ételért. Emellett köszönetet mondanak mindenkinek, akinek szerepe volt az elkészítésében, például annak, aki learatta, aki kihalászta, levadászta és aki megfőzte. Hálát adnak ezek mellett magának az ételnek is, hogy az élő organizmusok (növények, állatok) életüket adták, és így az embert táplálják. Az ételek elfogyasztása után a gocsiszószama-desta (ごちそうさまでした, 'ez egy tisztességes lakoma volt') kifejezést használják.
Nem számít illetlenségnek, ha valaki nem fejezi be az ételt. Amennyiben a vendég mindent elfogyasztott, vagy legalább a rizst, az azt jelenti, hogy ízletesnek talált mindent, és nem kíván már többet fogyasztani. A gyerekeket is már fiatalon arra tanítják, hogy az utolsó szem rizst is egyék meg, ellenkező esetben pazarlónak titulálják. Az egyes hozzávalók kiválogatása, amelyeket aztán nem fogyasztanak el, illetlenségnek számít. Rágni csukott szájjal szokás.
Elfogadott, hogy valaki a szájához emelje a leveses vagy rizses tányért, és úgy fogyassza el. A miso levest kifejezetten így szokás fogyasztani, egy kisebb tányérból. Néhány ételnél az sem számít faragatlanságnak, ha szürcsölik, ilyen például a rámen és a szoba.
A szója szószt nem szokták közvetlenül az ételre vagy mellé önteni, hanem az erre a célra kihelyezett szószos tálkába. Emellett például, ha nigirizusit fogyasztunk, azt nem a rizses oldalával szokás belemártani a szószba, hogy a már amúgy is laza rizst ne áztassa szét, ezért a feltétes oldalával szokták.
Az éttermekben mindig kihelyeznek a vendégeknek egy-egy összetekert, meleg vízzel átitatott törölközőt, vagyis osiborit. Étkezés előtt így az asztal elhagyása nélkül meg tudják tisztítani a kezüket.
Fogpiszkáló használatánál az egyik kézzel illik az embernek eltakarni a száját.

### Bentó
A bentó egy japánban népszerű, otthon elkészített dobozos ebéd. A nem otthon ebédelő emberek napjának fontos része. A dobozban több kisebb rekesz van, hogy külön-külön lehessen rakni a húst, rizst és a zöldségeket. Olyannyira fontos része ez a mindennapoknak, hogy az ember megítélését is befolyásolhatja. Épp ezért ügyelnek arra, hogy szépen elrendezett, és tiszta legyen a doboz belseje, néhányan ki is dekorálják az ebédjüket. A bentó lényege, hogy a tartalmát teljesen el kell fogyasztani, épp ezért a fent említett díszek is ehetőek.
Az iskolába járó gyerekek esetében a szülők is nagy odafigyeléssel készítik el a gyermekük bentóját, ügyelve arra, hogy olyan ételt csomagoljanak, amit biztosan elfogyaszt.

### Evőpálcikák
A Nara-korban (710-794) jelentek meg Japánban, azóta ennek használatára is sok írott és íratlan szabály alakult ki. Az egyik legjellemzőbb, hogy ételt nem szokás pálcikáról pálcikára adni. Amennyiben erre mégis sor kerül, hogy valaki adna az ételéből valaki másnak (ami önmagában se igazán udvarias cselekedet), akkor a saját pálcikájának a tiszta végével (hogy az étel ne érintkezzen azzal az oldallal, ami az illető szájánál volt) egy tányérra helyezi, amelyet átnyújt a másik félnek.
Éttermekben gyakran vannak kihelyezve kis papírtasakban egyszer használatos pálcikák, melyek teteje egyben van, és ketté kell törni. Távozás előtt ezeket vissza szokás tenni a papír tartóba, hogy a felszolgálóknak ne kelljen hozzá érniük közvetlenül a pálcikához, ami a vendég szájánál volt.
Függetlenül attól, hogy egyszer használatosat vagy rendeset használunk, illetlenség a összedörzsölni a két pálcikát. Ez ahhoz hasonló, mint mikor a nyugati országokban valaki az evőeszközökkel játszik az asztalnál.
Nem szokás össze nem passzoló pálcikákkal enni.

## Ajándékok, ajándékozás
Az ajándékok átadásának is megvan a megfelelő módja. Átadni és elvenni is két kézzel szokás, elutasítani faragatlanság és a kapott ajándékot illik valamilyen formában viszonozni. Ezeken kívül, az ajándékozott nem bontja fel a csomagot az őt megajándékozó fél előtt, hogy az ne lássa a reakcióját.

### Szezonális ajándékok
Japánban hagyomány évente kétszer, félév eltéréssel, megajándékozni azokat, akiknek hálásak vagyunk valamiért. Például a páciens megajándékozza a kezelőorvosát, a diákok a tanáraikat és a rokonok egymást. Az egyik az oszeibo (お歳暮, tél közepe, még újév előtt) a másik pedig az ocsügen (お中元, július közepe). Ezek ma már főleg csak formális ajándékok, nem a tartalmon van a hangsúly, hanem magán a gesztuson. Inkább praktikus tárgyakkal lepik meg egymást, mintsem személyes dolgokkal, nagyjából 5000 yen (10-15 ezer forint) értékben. A csomagolásra is különösen ügyelnek, hogy díszes, de ne túl díszes és szép, igényes legyen.

### Illetlen ajándékok
Lévén, hogy az ajándékozás különösen nagy szerepet játszik a japánok életében, így magától értetődő, hogy vannak olyan tárgyak, szimbólumok, amiket érdemes elkerülni.
A négyes és a kilences szám általánosságban kerülendő. Balszerencsét jelent, ha valamiből négy vagy kilenc darabot adunk, illetve ha valahol megjelenik a tárgyon maga a szám, vagy annak az olvasata (a négy egyik olvasata a si (し), amelynek egy másik jelentése halál, míg a kilenc, japánul a ku (く) pedig szenvedést is jelenthet). Ezen kívül még nem tartják szerencsés számnak a tizenhármat sem.
Nászajándékként kerülendő bármi, ami kerámiából vagy üvegből készült, tükör, kés és bármi, ami kapcsolatba hozható töréssel, szakadással, szétválással. Ezeket ugyanis a kapcsolat szétvágásával, végével asszociálják. Házavatón vagy boltnyitásnál pedig nem szokás semmi olyat ajándékozni, aminek köze van bármilyen szinten a tűzhöz (hamutál, öngyújtó, stb.).
Beteg, kórházban levő embereknek szokás virágot adni, viszont itt is vannak olyanok, amiket rossz néven lehet venni. Ilyenek például:
- a ciklámen, mert a japán olvasatában benne van a si és a ku is (シクラメン, sikurámen)
- a hortenzia, mert hamar elhervad, és ezt egyértelműen rossz kívánságnak veszik
- semmilyen cserepes növény, mert a 'gyökeres' (根付く, nezuku) japánul nagyon hasonlít a 'sokáig ágyban maradni' (寝付く, necuku) kifejezéshez.

### Valentin-nap
A megszokott nyugati mintával ellentétben, Japánban Valentin napon a nők adnak csokoládét a férfinak, aki iránt érdeklődnek, vagy akivel bármilyen kapcsolatban állnak, például a főnöküknek. Ezt úgy hívják, hogy honmei-csoko (本命チョコ, 'szeretet csokoládé') vagy giri-csoko (義理チョコ?, 'udvariasság csokoládé). Amennyiben a férfi érzései kölcsönösek, egy hónappal később, március 14-én, az úgynevezett Fehér Napon viszonozzák a gesztust. Ahogy a neve is mutatja, valamilyen fehér színű ajándékkal (fehér csokoládé, fehér virág, ékszer, vagy akár fehér fehérnemű). Íratlan szabály, hogy a férfi ilyenkor az eredeti ajándék értékének a háromszorosát adja vissza.

## Levélírás, képeslapok

### Megszólítás, címzés
Opciók, amik közül választani lehet: -csan (ちゃん, nőkre használják, közeli barátra vagy fiatalabb személyre), -kun (君, a csan férfiaknál használt megfelelője), -szan (さん, általános megszólítás felnőtteknél, nőkre, férfiakra, bárki, akivel nincs közeli viszonyunk, és nincs rang szempontjából fölöttünk), és -szama (様, feljebbvaló, főnök, szolgáltatásban dolgozók eseténél a vevőre). Ugyanakkor a levelek megszokott módon formális nyelven íródnak, még ha barátnak is szól, ezért a legjellegzetesebb megszólítás a -szán és a -számá. Amennyiben a levél egy konkrét vállalatnak szól, a cégnév után az oncsü (御中) szót, azután meg a vállalat típusát szokás írni. Ha pedig egy cégen belül dolgozó személynek írunk, akkor a megszólításnak tartalmaznia kell a hely nevét, és az illető pozícióját.

### A levélírás módja
A legtradicionálisabb forma, hogy kézzel íródik, fekete vagy kék tollal, vagy fekete tintába mártott ecsettel, vasira. A szöveget lehet írni vízszintesen és függőlegesen is, bár utóbbi hivatalosabb és elterjedtebb. A legfontosabb kerülendő dolog, a piros tintával való írás, ugyanis ha valakinek ezzel a színnel írják le, az azt fejezi ki, hogy a halált akarják.

### Üdvözlőlapok
Japánban az új év előtt szokás a kedves ismerősöknek üdvözlőlapot küldeni, ez az úgy nevezett nengadzsó (年賀状), melybe jó kívánságokat írnak a címzettnek. Amennyiben a posta által kiírt határidő előtt feladják, akkor pontosan az új év első napján kiszállítják a címzetthez. Ezeken a lapokon a kínai zodiákusok közül szerepel az, amelyiknek az éve kezdődött. Ha olyantól kapunk levelet, akinek mi nem küldtük, akkor utólag illik küldeni egyet, aminek január 7-ig meg kell érkeznie.
Amennyiben valakinek meghalt rokona az év során, neki nem küldenek újévi üdvözlőlapot, hanem csak egy levelet, amelyben elnézést kérnek, hogy nem küldenek ebben az évben üdvözlőlapot. Emögött az áll, hogy mivel az illetőnek elhunyt valakije, így nem kívánhatnak neki boldog újévet.
Nyáron is szokás képeslapokat küldeni, az egyik ilyen a socsu-mimai (暑中見舞い), amelyeket július elejétől augusztus 7-ig kell elküldeni, majd augusztus 8-tól a hónap végéig zanso-mimai (残暑見舞い). Mind a kettőben a címzett egészsége felől érdeklődnek.

## Egyéb jellegzetességek
- Az ujjal mutogatás fenyegetést fejez ki.
- A nyugati viccek erős többségét nem találják humorosnak, épp ezért kerülendők.
- Fizetéskor nem illik a pénzt kézből kézbe adni, ezért az üzletekben ki van helyezve egy tál, erre a célra, hogy arra helyezzék az összeget.[2]
- Nem szokás borravalót adni.
- Tömegközlekedési eszközön is tiltott minden, ami a többi utast zavarhatja, ilyen például a telefonálás, hangoskodás.
- Nyilvános helyen nem elfogadott a női-férfi testi érintkezés.
- A nyilvánosan, mások előtt történő orrfújást úgyszintén illetlenségnek tartják (a szipogást nem). Ha mégis elkerülhetetlen, azt félreesőbb helyen illik, zsebkendőbe, melyet érdemes rögtön kidobni, mert visszataszítónak találják egy használt kendő zsebre tételét, vagy újrahasználását.
- Az üzleti világban nagy szerepük van a névjegykártyáknak, átadásuknak pedig szigorúan betartandó forgatókönyve van. A kártyát a másik fél felé fordítva, két kézzel, írással felül illik átadni, így egyből el tudják olvasni (asztalon keresztül vagy egy kézzel átadni durva kihágásnak számít). Fogadni úgyszintén két kézzel illik. Nem elfogadott zsebre tenni, vagy pénztárcába (mivel a névjegykártyák osztása általában üzleti találkozókkor jellemző, így maguk elé teszik az asztalon).[3]
- Japánban a szolgáltató rendszer alapja, hogy a vevővel nagy tisztelettel bánnak. A nyugati "vevőnek mindig igaza van" sémához hasonló. A legudvariasabb nyelvhasználattal szólítják meg a vendégeket, és -szamának szólítják őket.
- A temetésekre szokás kódent (香典), vagyis pénzt vinni, melyet egy speciális, erre szolgáló csomagolásban, kóden-bukuroban (香典袋) szoktak átadni. Régiótól és a szertartás típusától függ, hogy mennyi pénzt visznek, és a csomagolásra mit írnak.

## Fordítás
- Ez a szócikk részben vagy egészben  az   Etiquette in Japan című angol Wikipédia-szócikk ezen változatának fordításán alapul.  Az eredeti cikk szerkesztőit annak laptörténete sorolja fel. Ez a jelzés csupán a megfogalmazás eredetét és a szerzői jogokat jelzi, nem szolgál a cikkben szereplő információk forrásmegjelöléseként.